# Tomás Zamudio Briceño
Tomás Martín Zamudio Briceño (Camaná, 1 de noviembre de 1956) es un abogado y político peruano. Fue congresista de la república por Arequipa durante el periodo 2011-2016 y anteriormente desde el año 2010 hasta el año 2011 tras la destitución de Rocío González Zúñiga.

## Biografía
Tomás Zamudio nació en la ciudad de Camaná, ubicado en el departamento de Arequipa, el 1 de noviembre de 1956.
En el año 1980 se graduó como abogado en la Universidad Católica de Santa María de Arequipa y en el año 2002 realizó un curso de conciliación extrajudicial en el Ministerio de Justicia.
Entre 1997 y 1999 fue presidente de la Asociación de Abogados de Camaná, y en 1999-2000 fue secretario de defensa gremial del Colegio de Abogados de Arequipa.

## Carrera política
Fue militante del Partido Unificado Mariateguista desde 1983 hasta 1989. En 1986 integró la coalición Izquierda Unida y fue secretario provincial en la sede de Camaná y ese mismo año obtuvo su primer cargo político al ser elegido como regidor de Camaná para el periodo 1987-1989.
Postuló sin éxito a la Cámara de Diputados por Izquierda Unida en 1990 y de igual manera en 1995 como invitado del Frente Independiente Moralizador.
En el periodo parlamentario 2001-2006 se desempeñó en el Congreso de la República como asesor legislativo de la Subcomisión investigadora del Servicio de Sanidad Agraria, y de la Subcomisión de Aguas y Suelos.

### Congresista de la República
En las elecciones parlamentarias del 2006, Zamudio postuló nuevamente al Congreso de la República por el partido Unión por el Perú en alianza con el Partido Nacionalista Peruano de Ollanta Humala. Sin embargo, obtuvo solo 16,880 votos.
Entre 2007 y 2009 fue asesor del Consejo Regional del Gobierno Regional de Arequipa.
En mayo del 2010, Tomás Zamudio fue convocado por el Jurado Nacional de Elecciones como congresista accesitario tras la destitución contra la congresista nacionalista Rocío González Zúñiga por el “Caso Robaluz”. Antes de Zamudio se había convocado a Francis Zegarra Tejada. No obstante, el 16 de abril del 2010 se señaló que Zegarra tampoco podía ser nombrada congresistas por estar cumpliendo una sentencia condenatoria por delito doloso.
Tomás Zamudio fue luego juramentado en el Congreso de la República para completar el periodo parlamentario 2006-2011.
En junio del 2010, Zamudio se afilió al Partido Nacionalista Peruano y luego intentó ser reelegido como congresista en las elecciones del año 2011 por la alianza Gana Perú. Obtuvo 28,733 votos, resultando electo para el periodo parlamentario 2011-2016.
Durante su gestión ejerció como presidente de la Comisión de Defensa y miembro de la Comisión de Agricultura, donde fue acusado de presentar un proyecto de ley para favorecerse a sí mismo en la región Arequipa. Fue también vocero de la bancada de Gana Perú.
Permaneció en el nacionalismo hasta el año 2016, donde renunció al partido tras los cuestionamientos de Ollanta Humala y Nadine Heredia.